# Roman Heart
Roman Heart, pseudonimo di Garrett Rubalcaba (Tacoma, 11 aprile 1986 – 2019), è stato un attore pornografico statunitense, che ha lavorato in film pornografici gay con un contratto in esclusiva con i Falcon Studios.

## Biografia
Inizia la carriera di attore pornografico all'età di 18 anni sotto il nome di "Linc Madison" partecipando al film Flesh del 2004, dopo il quale stipulerà un contratto di esclusiva per la casa di produzione Falcon Studios che lo vedrà partecipare solo a film sotto questo marchio. Le frequenti partecipazioni ai film di Chi Chi LaRue hanno permesso di dargli maggiore risalto: nel 2005 appare come modello principale della pellicola Cross Country e sulla copertina della rivista Freshmen che lo elegge Freshmen dell'anno nel 2006.
È deceduto nel 2019, all'età di 33 anni, ma la notizia della sua morte è stata divulgata solo nell'agosto 2020.

## Filmografia
- Flesh (2004)
- Super Soaked (2005)
- Heaven to Hell (2005)
- Getting in the End (2005)
- Cross Country (2005)
- Driver (2005)
- Beefcake (2006)
- Big Dick Club (2006)
- The Velvet Mafia parte 1 e 2
- Dripping Wet (2006)
- Riding Hard (2006)
- Basic Plumbing 3 (2007)

## Premi
- 2005 Freshmen dell'anno dalla rivista Freshmen
- 2006 GayVN Award - Miglior esordiente[3]
- 2006 Grabby Award - Miglior esordiente (a pari merito con Jason Kingsley) [4]